# Aprosmictus
Aprosmictus – rodzaj ptaków z podrodziny papug wschodnich (Psittaculinae) w rodzinie papug wschodnich (Psittaculidae).

## Zasięg występowania
Rodzaj obejmuje gatunki występujące na Małych Wyspach Sundajskich, Nowej Gwinei i w Australii.

## Morfologia
Długość ciała 30–35 cm; masa ciała około 156 g.

## Systematyka

### Etymologia
- Aprosmictus: gr. απροσμικτος aprosmiktos „nietowarzyski”, od negatywnego przedrostka α- a-; προσμενω prosmenō „być przywiązanym do”[5].
- Ptistes: gr. πτιστης ptistēs „wialnia lub ktoś, kto przesiewa ziarno”, od πτισσω ptissō „przesiać”[6]. Gatunek typowy: Psittacus erythropterus J.F. Gmelin, 1788.

### Podział systematyczny
Do rodzaju należą następujące gatunki:
- Aprosmictus jonquillaceus (Vieillot, 1818) – krasnopiórka timorska
- Aprosmictus erythropterus (J.F. Gmelin, 1788) – krasnopiórka czerwonoskrzydła